# Операция «Апрельская погода»
Опера́ция «Апре́льская пого́да» (нем. Aprilwetter) — военная операция 1-й дивизии РОА Комитета освобождения народов России (600-й пехотной дивизии вермахта) по ликвидации плацдарма «Эрленгоф» (нем. Erlenhof) на Одере, захваченного советскими войсками в ходе Висло-Одерской наступательной операции. Атака 1-й дивизии РОА на плацдарм «Эрленгоф» считается одним из последних наступлений немецкой армии на всём Восточном фронте.

## Предыстория

### Создание 1-й дивизии ВС КОНР
Согласно приказу Организационного отдела Генерального штаба ОКХ от 23 ноября, на войсковом учебном полигоне Гутсбецирк-Мюнзинген (Вюртемберг) начался процесс формирования 1-й пехотной дивизии ВС КОНР (по немецкой номенклатуре — 600-я пехотная дивизия (нем. 600. Infanterie-Division)). Она была сформирована из различных остатков так называемых восточных батальонов, которые были сняты в основном с Западного фронта. Также в состав дивизии вошли 6000 человек 29-й гренадёрской дивизии войск СС и небольшое количество военнопленных. Офицерские должности заняли выпускники школы пропагандистов в Дабендорфе.
Дивизия имела три пехотных полка (1601-й, 1602-й, 1603-й) двухбатальонного типа, артиллерийский полк в составе трёх лёгких и одного тяжёлого гаубичных дивизионов, разведывательный дивизион в составе двух кавалерийских эскадронов, эскадрона тяжёлого оружия и танковой роты, истребительно-противотанковый дивизион, сапёрный батальон и батальон связи, полевой запасной батальон и полк материально-технического снабжения. На вооружении у дивизии имелись 12 тяжёлых и 42 лёгкие полевые гаубицы, 6 тяжёлых и 29 лёгких орудий, 31 противотанковая и 10 зенитных пушек, 79 миномётов, 536 станковых и ручных пулемётов, 20 огнемётов (Flw 41). А парк бронетехники включал в себя 10 Jagdpanzer 38 «Hetzer» и 7 танков Т-34. Личное огнестрельное оружие было представлено новейшими штурмовыми винтовками МР 43/44 (SG 44). 31 марта численность дивизии достигла 12,5 тыс. военнослужащих.

### Предпосылки участия в операции
К началу 1945 года Красная армия вплотную подошла к Одеру. Немецкое командование бросало в бой последние резервы. В этот период пристальное внимание было приковано к только формировавшимся войскам КОНР. В выступлении 27 января 1945 г. Гитлер, говоря о 1-й дивизии ВС КОНР, заявил, что «либо она на что-то годится, либо нет». Начальник Главного управления СС Готтлоб Бергер предложил проверить боеспособность русских формирований. Генерал А. А. Власов, с 28 января 1945 г. являющийся главнокомандующим войсками Комитета, поддержал это предложение, так как удачное боевое использование подразделений русских коллаборационистов могло бы способствовать дальнейшему развитию Освободительного движения.
По приказу Власова и генерал-майора Трухина полковник Сахаров сформировал специальную ударную группу, состоящую из добровольцев батальона охраны и выпускников Дабендорфа. Успешно выполнив задачи в районе местечек Ней-Левин, Карлсбизе и Керстенбрух, группа открыла возможность боевого применения 1-й дивизии. Приказ о её переводе в район группы армий «Висла» был отдан Гиммлером, на тот момент занимавшим должность командующего резервной армией.

## Подготовка к операции
6 марта 1945 года дивизия в пешем порядке покинула лагерь и направилась в Эрланген. По пути в неё, одиночками и целыми группами, вливались бежавшие военнопленные и остарбайтеры. Их количество увеличивалось, и было принято решение свести их в полк пятибатальонного состава, который насчитывал 5000 человек. 22 марта части дивизии достигли Эрлангена, где в течение двух дней грузились в эшелоны. 26 марта весь состав дивизии прибыл на станцию Либерозе, находящуюся в 25 километрах севернее Котбуса и в 30 километрах от линии фронта.
Дивизию было решено использовать на участке 9-й армии генерала Т. Буссе. 29 марта дивизия перебазировалась на учебный «Курмарк», где принялась сооружать вторую линию обороны, в которой особое внимание уделялось артиллерийской подготовке. Обустраивались полевые укрепления для противотанкового
оружия, отрывались щели для гранатомётчиков, создавались площадки для противотанковой, полковой и дивизионной артиллерии, миномётов. 6 апреля был получен приказ от командующего 9-й армии о подготовке дивизии к наступлению на плацдарм, который вызвал негодование у генерала Буняченко, заявившего, что выполнит его только в случае подтверждения со стороны Власова. 8 апреля Власов дал своё согласие на участие дивизии в операции. План боя, составленный Буняченко, был принят командованием 9-й армии и утверждён. Также Буняченко запросил у немецких войск артиллерийскую поддержку в размере 28 тыс. снарядов. Наступление было назначено на 05.00 часов 11 апреля.

## Ход операции
11 апреля в 5:15 начался обстрел плацдарма «Эрленгоф», но вместо обещанных 28 тыс. снарядов было выпущено лишь 6 тыс. Атака пехоты, проводившаяся с северного и южного направления, была поддержана 6 самолётами. Сначала операции сопутствовал успех. На южном участке атаку на правый фланг 4-й роты капитана В. А. Стекольщикова осуществляли две роты из 1-го батальона капитана Ю. Б. Будерацкого, который принадлежал к 3-му полку власовской дивизии. Часть атакующих ворвалась в первую траншею, где вспыхнул рукопашный бой. Но под пулемётным огнём власовцам пришлось отойти и залечь перед проволочными заграждениями. Атака захлебнулась, и было принято решение отводить части.
В то же время на северном участке два взвода прорвались на 300 метров вглубь плацдарма, но защитники прижали власовцев к земле.
Захваченный отрезок траншей на протяжении 13 и ночи 14 апреля удерживался ротой капитана Золотавина из 2-го пехотного полка и приданной ей ротой 1-го батальона капитана Будерацкого из 3-го пехотного полка. 14 апреля в 6.30 защитники контратаковали и заставили атакующих оставить траншею и отойти на исходные позиции.
Генерал Буняченко, видя бесперспективность наступления, приказал прекратить атаки. В ответ командир 9-й армии приказал продолжить операцию. Буняченко созвал совет командиров полков и принял решение о прекращении боёв.

## Итоги
За неповиновение генерал Буссе лишил дивизию продовольствия, топлива и боеприпасов. Генерал Буняченко вновь созвал совет командиров полков, и после обсуждения сложившейся ситуации были приняты следующие решения:
- Немецкое командование должно быть предупреждено, что если в течение двух суток в дивизию не приедет главнокомандующий Власов, то она выступит на юг на соединение с другими частями Русской освободительной армии. В случае, если со стороны немецких войск будут оказываться препятствия, то дивизия будет пробиваться с боями.

- Командующий 9-й армии должен снабдить дивизию всем необходимым. В противном случае дивизия будет с применением силы снабжаться из немецких складов.

- Необходимо немедленно установить связь с другими частями Русской освободительной армии.

Генерал Власов так и не прибыл. Ночью 15 апреля дивизия пошла на юг, в Чехию, где позже приняла участие в Пражском восстании.
168 человек защитников плацдарма «Эрленгоф» были представлены к наградам. Главный герой обороны, старший лейтенант И. Ю. Закон приказом штаба 33-й армии № 098/н от 12 мая 1945 года был награждён орденом Отечественной войны I степени.